# Trojúhelníková matice

Horní trojúhelníková matice může mít nenulové prvky pouze ve zvýrazněném trojúhelníku, tedy na hlavní diagonále (vyznačené tučně) a nad ní. Všechny prvky pod diagonálou jsou nulové.

Trojúhelníková matice je v matematice speciální druh čtvercové matice. Horní trojúhelníková matice má všechny prvky pod hlavní diagonálou rovny nule. Podobně dolní trojúhelníková matice má všechny prvky nad hlavní diagonálou nulové.
Maticové rovnice s trojúhelníkovými maticemi jsou snadněji řešitelné, a proto jsou trojúhelníkové matice důležité zejména v numerické matematice. Řešení soustav lineárních rovnic pomocí LU rozkladu je založeno na rozkladu matice na součin dolní trojúhelníkové matice {\displaystyle {\boldsymbol {L}}} a horní trojúhelníkové matice {\displaystyle {\boldsymbol {U}}}. Regulární matice má LU rozklad,  právě když má všechny vedoucí hlavní subdeterminanty nenulové.

## Definice
Horní trojúhelníková matice řádu {\displaystyle n} je matice tvaru:
{\displaystyle {\boldsymbol {U}}={\begin{pmatrix}u_{11}&u_{12}&u_{13}&\ldots &u_{1n}\\0&u_{22}&u_{23}&\ldots &u_{2n}\\0&0&\ddots &\ddots &\vdots \\0&0&0&\ddots &u_{n-1,n}\\0&0&0&0&u_{nn}\end{pmatrix}}}
Formálně prvky horní trojúhelníkové matice splňují:  {\displaystyle u_{ij}=0} pro {\displaystyle i>j}.
Dolní trojúhelníková matice je matice tvaru:
{\displaystyle {\boldsymbol {L}}={\begin{pmatrix}l_{11}&0&0&0&0\\l_{21}&l_{22}&0&0&0\\l_{31}&l_{32}&\ddots &0&0\\\vdots &\vdots &\ddots &\ddots &0\\l_{n1}&l_{n2}&\ldots &l_{n,n-1}&l_{nn}\end{pmatrix}}}
Formálně prvky dolní trojúhelníkové matice splňují: {\displaystyle l_{ij}=0} pro {\displaystyle i<j}.
Speciálním případem je diagonální matice, která je horní i dolní trojúhelníkovou maticí zároveň.
Horní trojúhelníkové matice se v literatuře obvykle značí {\displaystyle {\boldsymbol {U}}} z angl. upper, případně {\displaystyle {\boldsymbol {R}}} - right, zatímco pro dolní trojúhelníkové se používá symbol {\displaystyle {\boldsymbol {L}}} - lower, resp. left.

### Striktně horní a striktně dolní trojúhelníkové matice
Hodnoty prvků na hlavní diagonále nejsou u trojúhelníkových matic nijak omezeny. Jsou-li všechny prvky na hlavní diagonále trojúhelníkové matice rovny nule, jde o striktně horní, resp. striktně dolní trojúhelníkovou matici. Striktně horní i striktně dolní trojúhelníkové matice patří mezi nilpotentní matice.

### Ukázky
Matice
{\displaystyle {\begin{pmatrix}3&2&3&4\\0&5&5&6\\0&0&0&7\\0&0&0&9\end{pmatrix}}}
je horní trojúhelníková, zatímco
{\displaystyle {\begin{pmatrix}1&0&0\\2&96&0\\4&9&69\\\end{pmatrix}}}
je dolní trojúhelníková.
Matice 
{\displaystyle {\begin{pmatrix}0&0\\-5&0\\\end{pmatrix}}}
je striktně dolní trojúhelníková.

## Dopředná a zpětná substituce
Soustavy lineárních rovnic ve tvaru {\displaystyle {\boldsymbol {L}}{\boldsymbol {x}}={\boldsymbol {b}}} a {\displaystyle {\boldsymbol {U}}{\boldsymbol {x}}={\boldsymbol {b}}} jsou řešitelné dopřednou substitucí pro dolní trojúhelníkové matice s nenulovou diagonálou a analogicky zpětnou substitucí pro horní trojúhelníkové matice. Název odpovídá postupu, kdy pro dolní trojúhelníkové matice se z první rovnice soustavy nejprve určí {\displaystyle x_{1}}, to se pak dosadí do následující rovnice, aby bylo možné určit {\displaystyle x_{2}}, a tento postup se opakuje až pro {\displaystyle x_{n}}. U horní trojúhelníkové matici se postupuje obráceně, nejprve se z poslední rovnice soustavy určí {\displaystyle x_{n}}, to se pak dosadí do předchozí rovnice, z níž se určí {\displaystyle x_{n-1}}, atd. až se dojde k {\displaystyle x_{1}}.
Ani v jednom z uvedených postupů není třeba invertovat matici soustavy.

### Dopředná substituce
Maticová rovnice {\displaystyle {\boldsymbol {L}}{\boldsymbol {x}}={\boldsymbol {b}}} s dolní trojúhelníkovou maticí {\displaystyle {\boldsymbol {L}}} s nenulovými prvky na diagonále odpovídá následující soustavě lineárních rovnic:
{\displaystyle {\begin{matrix}l_{11}x_{1}&&&&&&&=&b_{1}\\l_{21}x_{1}&+&l_{22}x_{2}&&&&&=&b_{2}\\\vdots &&\vdots &&\ddots &&&&\vdots \\l_{n1}x_{1}&+&l_{n2}x_{2}&+&\cdots &+&l_{nn}x_{n}&=&b_{n}\\\end{matrix}}}
První rovnice {\displaystyle l_{11}x_{1}=b_{1}} obsahuje jedinou neznámou {\displaystyle x_{1}}, a tak z ní lze přímo určit první složku řešení {\displaystyle x_{1}}. Druhá rovnice se týká jen neznámých {\displaystyle x_{1}} a {\displaystyle x_{2}}, a proto ji lze jednoznačně vyřešit, jakmile se do {\displaystyle x_{1}} dosadí hodnota získaná z první rovnice. Obecně, {\displaystyle j}-tá rovnice obsahuje pouze neznámé  {\displaystyle x_{1},\dots ,x_{j}}, a proto z ní lze určit {\displaystyle x_{j}} pomocí již dříve získaných hodnot neznámých {\displaystyle x_{1},\dots ,x_{j-1}}. Postupu odpovídají následující vzorce pro výpočet řešení:
{\displaystyle {\begin{aligned}x_{1}&={\frac {b_{1}}{l_{11}}},\\x_{2}&={\frac {b_{2}-l_{21}x_{1}}{l_{22}}},\dots \\x_{j}&={\frac {b_{j}-\sum \limits _{i=1}^{j-1}l_{ji}x_{i}}{l_{jj}}},\dots \\x_{n}&={\frac {b_{n}-\sum \limits _{i=1}^{n-1}l_{ni}x_{i}}{l_{nn}}}.\end{aligned}}}
Maticovou rovnici s horní trojúhelníkovou maticí {\displaystyle {\boldsymbol {U}}} lze vyřešit podobně, pouze v obráceném pořadí rovnic i neznámých.

### Aplikace
Dopředná substituce se používá v ekonometrii ke konstrukci výnosové křivky.

## Další vlastnosti
- Matice je dolní trojúhelníková, právě když její transpozice je horní trojúhelníková matice.
- Součin dvou trojúhelníkových matic stejného typu je trojúhelníková matice téhož typu.
- Součin dvou striktně trojúhelníkových matic stejného typu je striktně trojúhelníková matice téhož typu.
- Trojúhelníková matice s nenulovými prvky na diagonále je regulární a matice k ní inverzní je trojúhelníková matice stejného typu.
- Pro trojúhelníkovou matici platí, že její determinant i permanent jsou rovny součinu prvků na hlavní diagonále.
- Vlastní čísla trojúhelníkové matice jsou prvky na hlavní diagonále. Počet výskytů vlastního čísla na diagonále je jeho algebraická násobnost, čili jeho násobnost jako kořene charakteristického polynomu {\displaystyle p_{\boldsymbol {A}}(x)=\det({\boldsymbol {A}}-x\mathbf {I} )} matice {\displaystyle {\boldsymbol {A}}}. Jinými slovy, charakteristický polynom trojúhelníkové matice {\displaystyle {\boldsymbol {A}}} řádu {\displaystyle n} je roven

{\displaystyle p_{\boldsymbol {A}}(x)=(a_{11}-x)(a_{22}-x)\cdots (a_{nn}-x)},
což je polynom stupně {\displaystyle n}, jehož kořeny jsou prvky na diagonále matice {\displaystyle {\boldsymbol {A}}} (včetně násobností). Uvedený vztah vyplývá ze skutečnosti, že {\displaystyle {\boldsymbol {A}}-x\mathbf {I} } je také trojúhelníková matice a tudíž její determinant {\displaystyle \det({\boldsymbol {A}}-x\mathbf {I} )} je součinem prvků na její diagonále, což jsou právě {\displaystyle a_{11}-x,a_{22}-x,\ldots ,a_{nn}-x}.

### Algebraické vlastnosti
- Množina všech horních trojúhelníkových matic tvoří řešitelnou Lieovu algebru. Množina všech nilpotentních horních trojúhelníkových matic tvoří nilpotentní Lieovu algebru .
- Množina všech regulárních horních trojúhelníkových matic tvoří řešitelnou grupu. Množina všech unipotentních horních trojúhelníkových matic, což jsou horní trojúhelníkové matice s 1 na diagonále, tvoří nilpotentní grupu.
- Trojúhelníková matice řádu {\displaystyle n} může mít nejvýše {\displaystyle {\tfrac {n(n+1)}{2}}} nenulových prvků, což je také dimenze odpovídající Lieovy grupy, resp. algebraické grupy.

Stejné vlastnosti mají i dolní trojúhelníkové matice.

## Aplikace
Pro své speciální vlastnosti se trojúhelníkové matice používají v různých oblastech matematiky, zejména v numerické matematice. V následujících tvrzeních jsou uvažovány matice nad tělesem komplexních čísel {\displaystyle \mathbb {C} }:
- Gaussova eliminace provedená na regulární matrici {\displaystyle {\boldsymbol {A}}} odpovídá výpočtu vhodné permutační matice {\displaystyle {\boldsymbol {P}}} a LU rozkladu {\displaystyle {\boldsymbol {PA}}={\boldsymbol {LU}}}, kde {\displaystyle {\boldsymbol {L}}} je dolní trojúhelníková matice s 1 na diagonále  a {\displaystyle {\boldsymbol {U}}} je horní trojúhelníková.
- QR rozklad {\displaystyle {\boldsymbol {A}}={\boldsymbol {QR}}} matice {\displaystyle {\boldsymbol {A}}} na součin unitární matice {\displaystyle {\boldsymbol {Q}}} a horní trojúhelníkové matrici {\displaystyle {\boldsymbol {R}}} lze vypočítat mimo jiné pomocí Householderových transformací, Givensových rotací nebo Gramovy–Schmidtovy ortogonalizace .
- V Jordanově normální formě je matice podobnostně převedena na téměř diagonální trojúhelníkový tvar.
- Při Schurově rozkladu je daná matice vyjádřena coby matice unitárně podobná vhodné trojúhelníkové matici. Schurův rozklad lze získat např. pomocí QR algoritmu.